# Girona–Costa Brava repülőtér
Girona–Costa Brava repülőtér (IATA: GRO, ICAO: LEGE) egy kisebb nemzetközi repülőtér Girona közelében. A légikikötő 1968-ban nyílt meg. Éves utasforgalma 1 313 945 fő (2022). Üzemeltetője az Aena.

## Légitársaságok és úticélok
2025-ben a Girona–Costa Brava repülőtérről az alábbi járatok indulnak (Utoljára frissítve: 2025-08-16):
| Légitársaság    | Célállomások |
| --------------- | --- |
| Air Arabia      | Tangier |
| Enter Air       | Szezonális charter: Gdańsk, Katowice, Poznań |
| Jet2.com        | Szezonális: Birmingham, Bristol, East Midlands, Edinburgh (kezdődik 2026. május 3.), Glasgow, Leeds/Bradford, London–Luton, London–Stansted, Manchester, Newcastle upon Tyne |
| Luxair          | Szezonális: Luxembourg (újrakezdődik 2026. június 2.) |
| Ryanair         | Beni Mellal, Bukarest–Băneasa (kezdődik 2025 október 31-től), Charleroi, Karlsruhe/Baden-Baden, Krakkó, London–Stansted, Marrakesh, Nuremberg, Pisa, Sarajevo, Weeze, Wrocław Szezonális: Aalborg, Bari, Beauvais, Belfast–International, Birmingham, Bournemouth, Bristol, Brüsszel, Cork, Dublin, East Midlands, Eindhoven, Hahn, Helsinki, Knock, Leeds/Bradford, Lublin, Maastricht, Manchester, Memmingen, Ostrava, Paderborn/Lippstadt, Pardubice, Pescara, Poznań, Riga, Shannon, Zágráb |
| Smartwings      | Szezonális charter: Katowice, Prága, Varsó–Chopin |
| Transavia       | Szezonális: Amszterdam, Rotterdam/The Hague |
| TUI Airways     | Szezonális: Birmingham, London–Gatwick, Manchester |
| TUI fly Belgium | Szezonális: Brüsszel |
| Wizz Air        | Budapest |

## Forgalom
Az utasforgalom az elmúlt években az alábbi módon változott:
| Utasok száma | 533 445 | 651 402 | 1 448 796 | 3 533 564 | 5 510 970 | 3 007 977 | 2 160 745 | 1 664 856 | 1 932 255 | 1 313 945 |
|              | 1997    | 2000    | 2003      | 2005      | 2008      | 2011      | 2014      | 2016      | 2019      | 2022      |

## Képgaléria

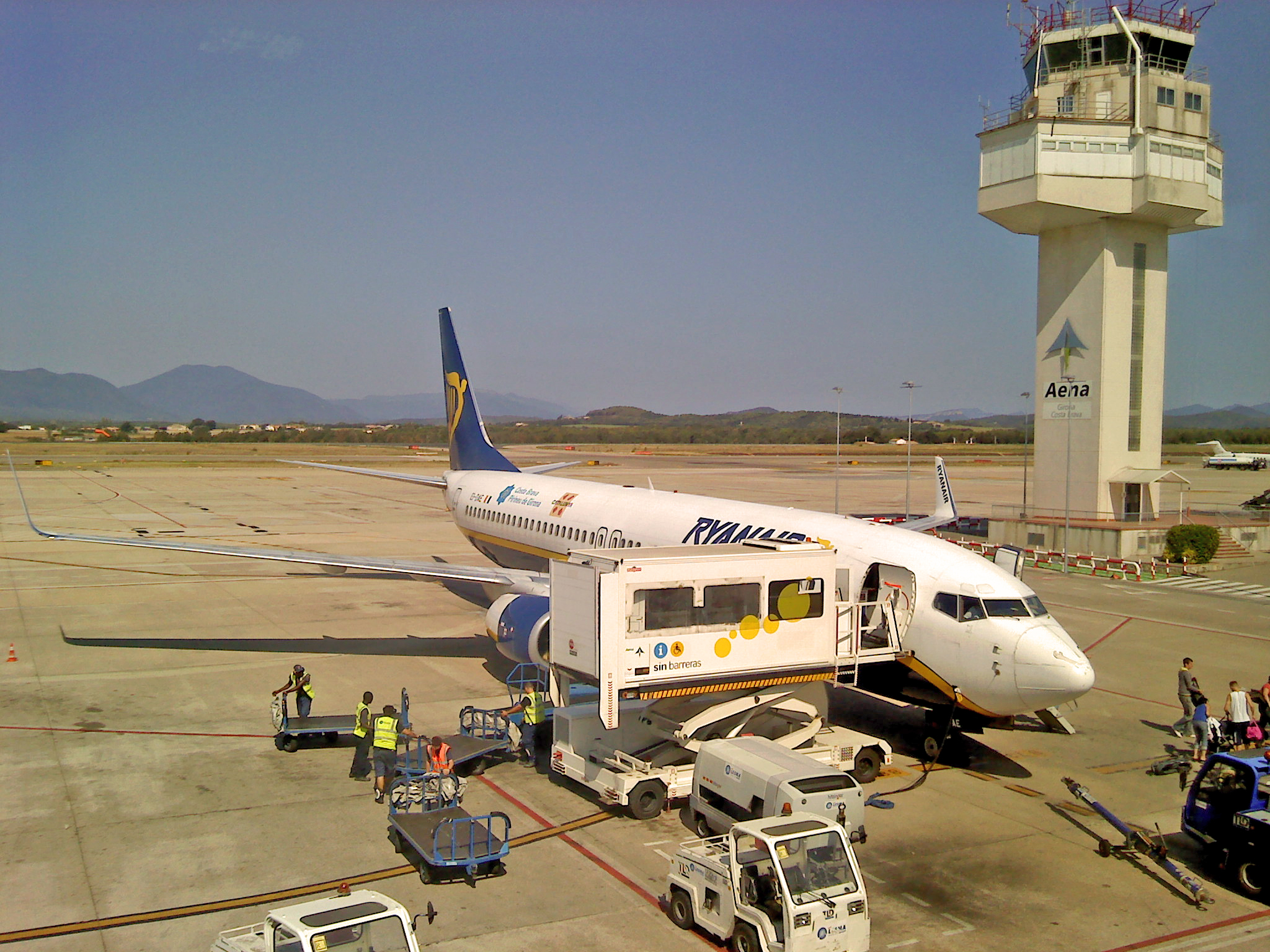
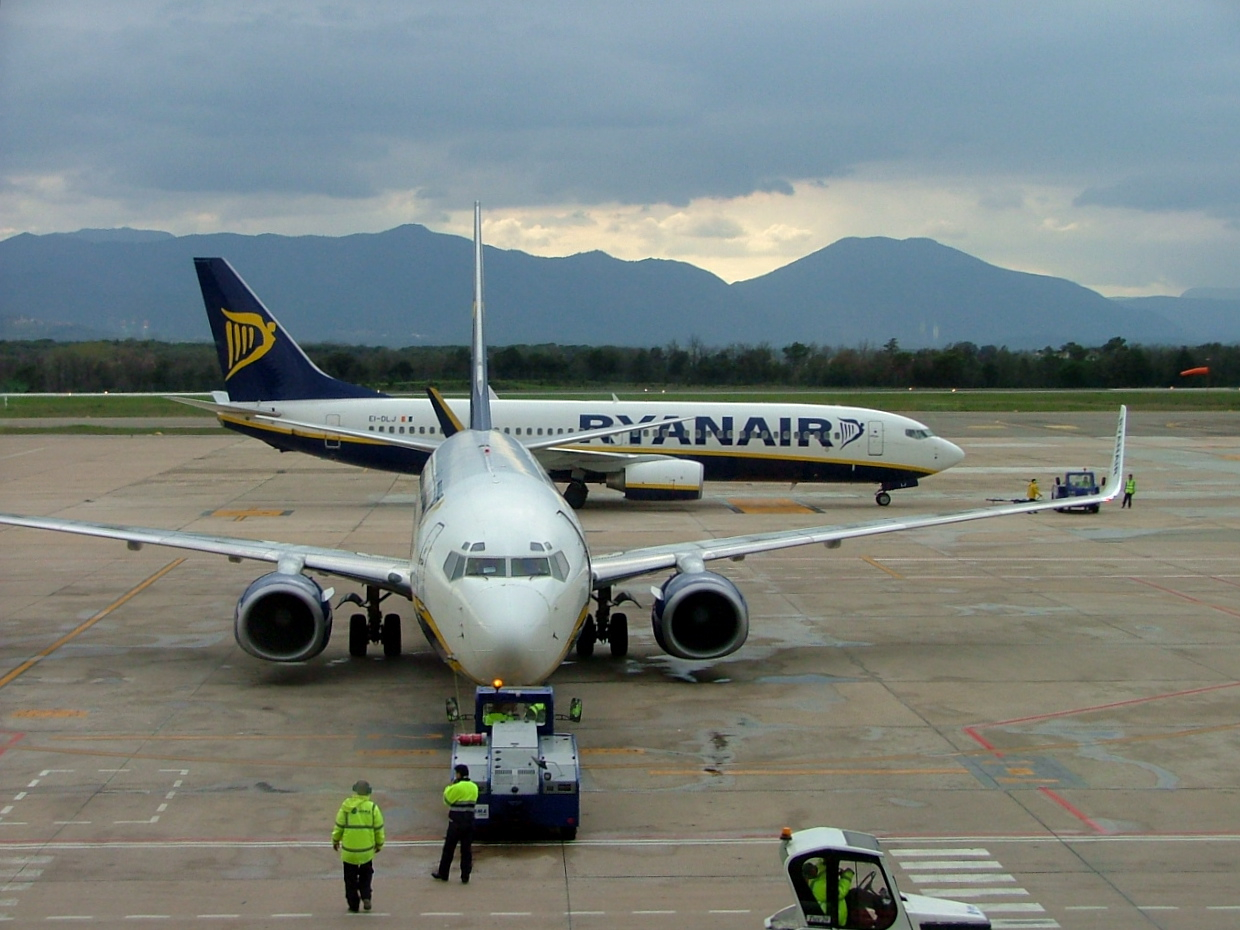
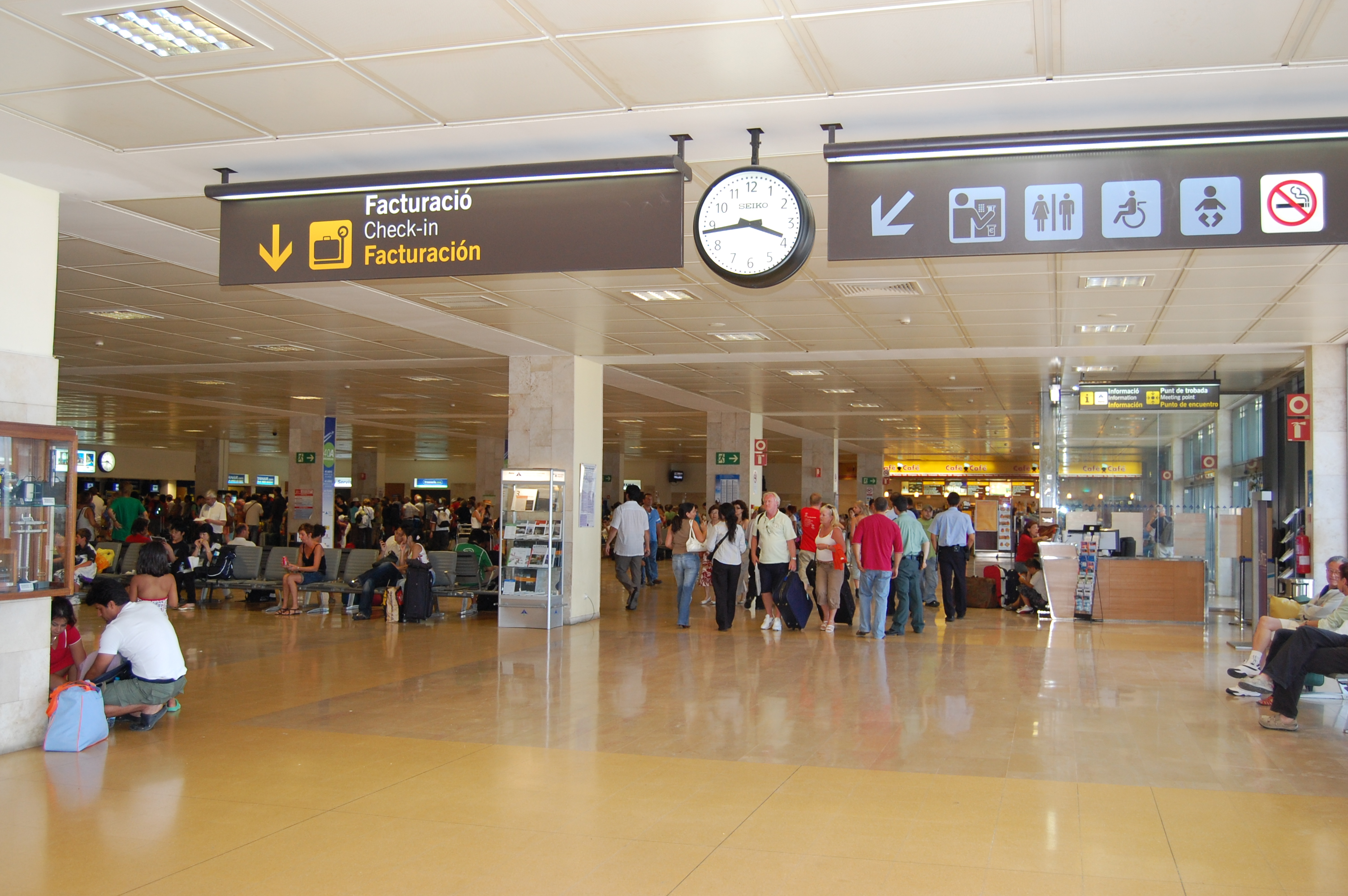
Az utasforgalmi rész
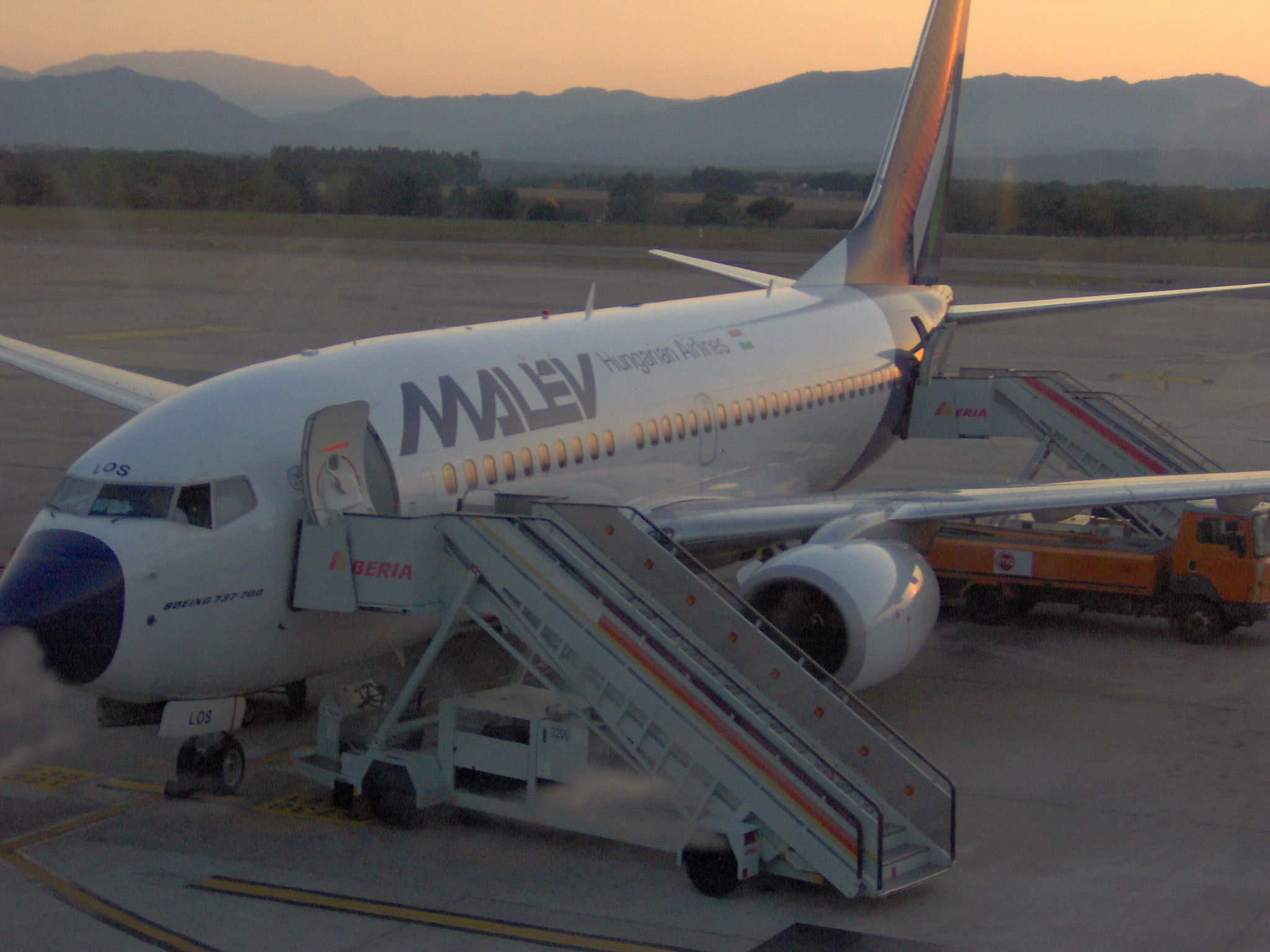
Malév gép a repülőtéren
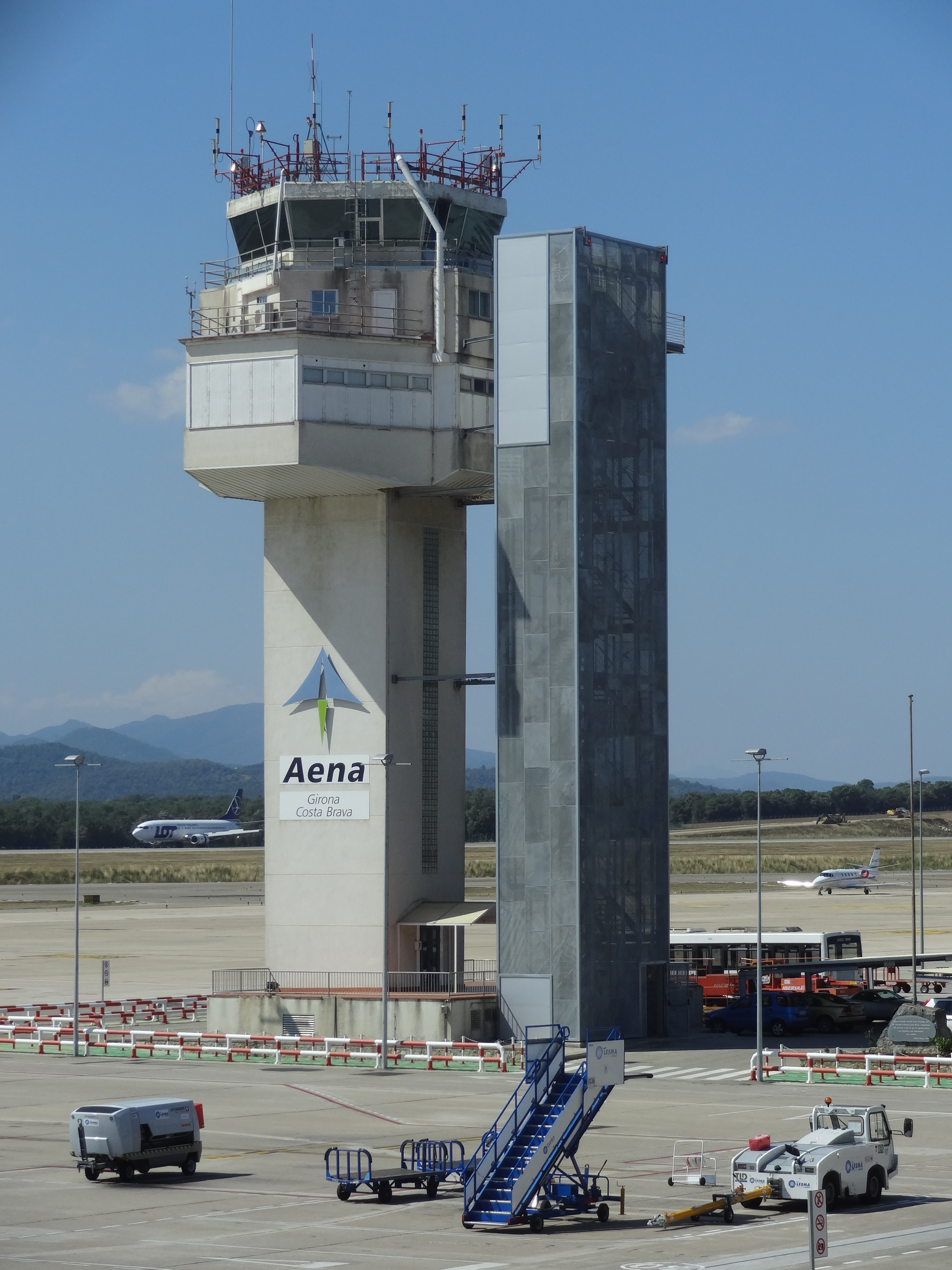
A repülőtér mirányítótornya